# Avenida Hermes Fontes
A Avenida Hermes Fontes, é um logradouro de Aracaju, capital de Sergipe, Brasil. É considerada uma das vias mais movimentadas da capital, responsável por interligar diversas regiões e cortar parte importante da cidade.
O nome da avenida é uma homenagem ao sergipano Hermes Floro Bartolomeu Martins de Araújo Fontes, conhecido pelos aracajuanos como Hermes Fontes, considerado um grande jornalista, poeta e escritor brasileiro.
A avenida Hermes Fontes, um dos mais antigos e tradicionais corredores de trânsito de Aracaju, é uma das avenidas que fazem parte do Corredor Hermes Fontes. A via é uma das principais da capital sergipana.

## Corredor Hermes Fontes
Parte do Plano de Mobilidade Urbana (PMU) de Aracaju, o Corredor Hermes Fontes representa, juntamente com os corredores Jardins, Augusto Franco e Beira Mar, as principais obras de transporte coletivo da capital de Sergipe.

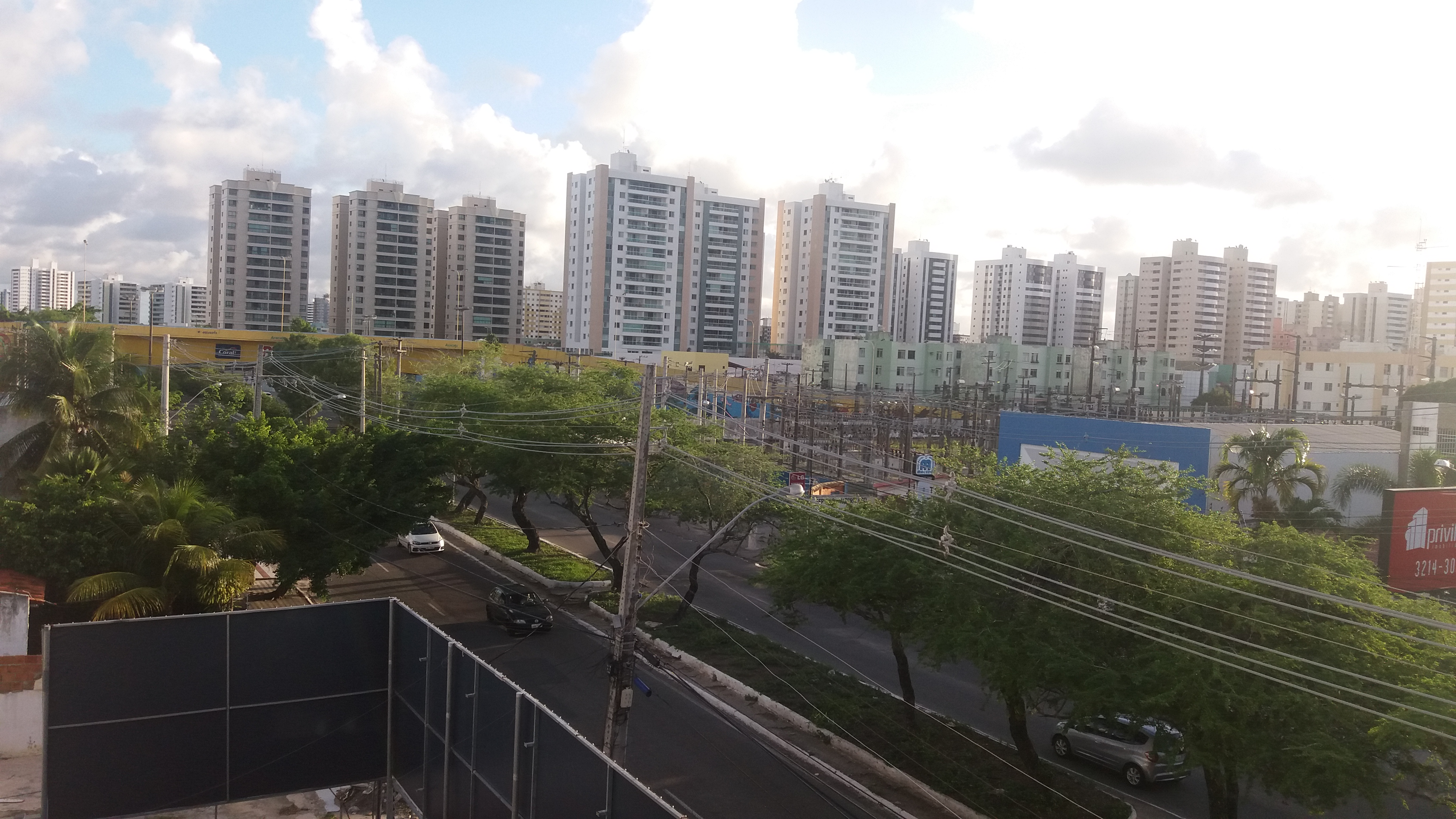
A Avenida Hermes Fontes, na altura do bairro Salgado Filho, em 2017.

Embora seja o menor em extensão, com 6,8 km, indo da avenida Barão de Maruim até o conjunto Orlando Dantas, o corredor de transportes corta os bairros São José, Salgado Filho, Suíssa, Luzia, Grageru, Inácio Barbosa e São Conrado, e é resultado de um investimento superior a R$20 milhões, feito pela Prefeitura de Aracaju com recursos conveniados com o Governo Federal.

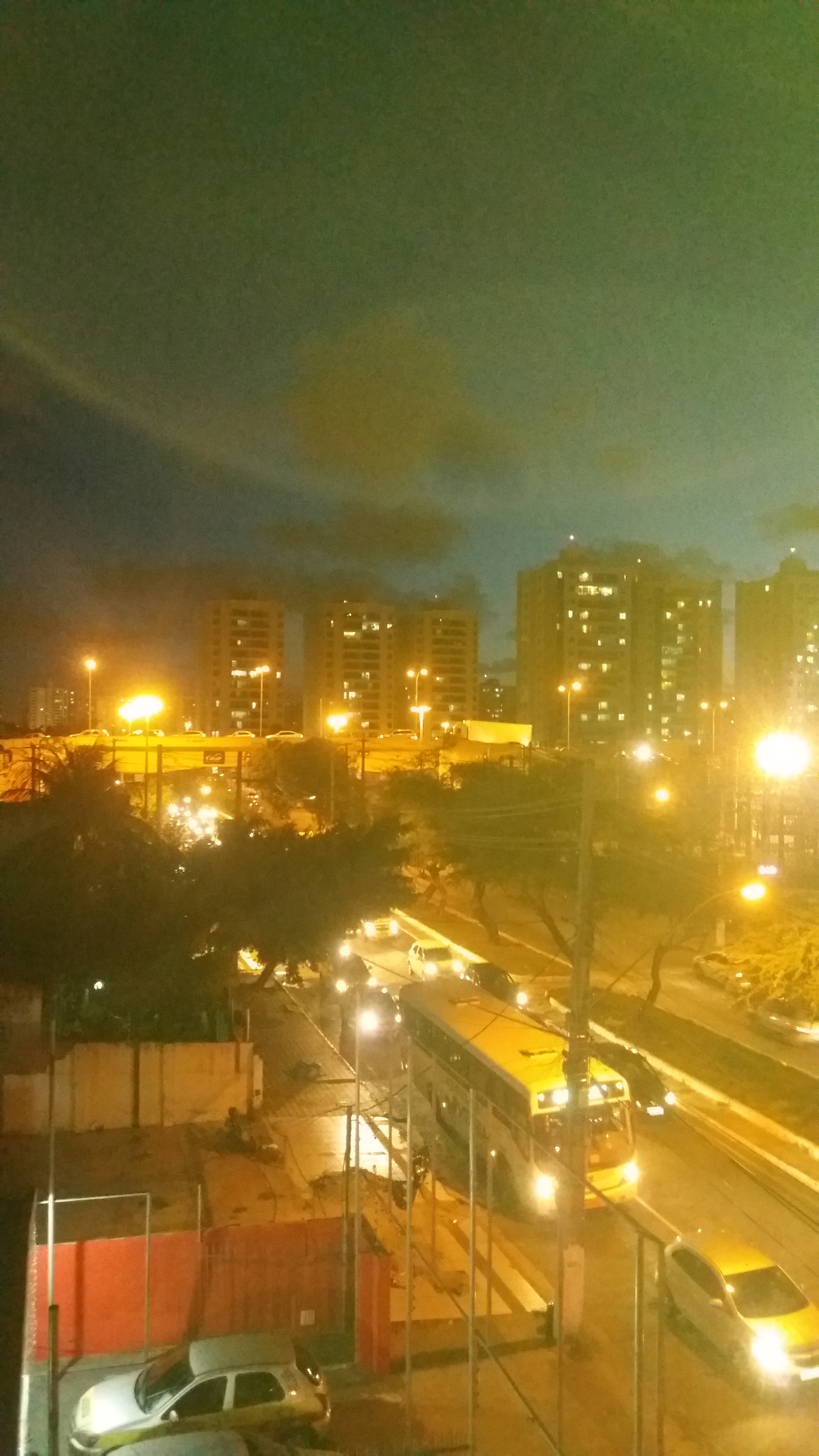
Avenida Hermes Fontes em 2017. Ao fundo, o Elevado da Francisco Porto.

A infraestrutura e mobilidade do corredor Hermes Fontes conta, atualmente, além de uma faixa exclusiva para ônibus, com nova sinalização, calçadas e rampas de acessibilidade, de modo a proporcionar mais conforto e segurança aos milhares de condutores, pedestres e usuários do transporte coletivo que trafegam diariamente pelas três avenidas que o compõem: a própria Hermes Fontes, a Adélia Franco e a José Carlos Silva.